# Meridiano 12 E
O meridiano 12 E é um meridiano que, partindo do Polo Norte, atravessa o Oceano Ártico, Oceano Atlântico, Europa, África, Oceano Antártico, Antártida e chega ao Polo Sul. Forma um círculo máximo com o meridiano 168 W.
Começando no Polo Norte, o meridiano 12º Este tem os seguintes cruzamentos:
| País, território ou mar | Notas                                                |
| ----------------------- | ---------------------------------------------------- |
| Oceano Ártico           |                                                      |
| Noruega                 | Ilhas de Spitsbergen e Prins Karls Forland, Svalbard |
| Oceano Atlântico        |                                                      |
| Noruega                 | Ilhas Røst                                           |
| Oceano Atlântico        | Mar da Noruega                                       |
| Noruega                 | Ilha Vega, e continente                              |
| Suécia                  | Em cerca de 4 km                                     |
| Noruega                 |                                                      |
| Suécia                  | Passa em Gotemburgo                                  |
| Categate                |                                                      |
| Dinamarca               | Ilhas de Zelândia e Falster                          |
| Mar Báltico             | Baía de Mecklemburgo                                 |
| Alemanha                |                                                      |
| Áustria                 |                                                      |
| Itália                  |                                                      |
| Mar Mediterrâneo        | Passa a oeste da ilha de Marettimo, Itália           |
| Itália                  | Ilha de Pantelária                                   |
| Mar Mediterrâneo        |                                                      |
| Líbia                   |                                                      |
| Níger                   |                                                      |
| Nigéria                 |                                                      |
| Camarões                |                                                      |
| Gabão                   |                                                      |
| República do Congo      |                                                      |
| Gabão                   |                                                      |
| República do Congo      | Em cerca de 9 km                                     |
| Gabão                   |                                                      |
| República do Congo      |                                                      |
| Oceano Atlântico        |                                                      |
| Angola                  |                                                      |
| Namíbia                 |                                                      |
| Oceano Atlântico        |                                                      |
| Oceano Antártico        |                                                      |
| Antártida               | Terra da Rainha Maud, reclamada pela Noruega         |